# Kharlàmovo
Kharlàmovo (en rus: Харламово) és un poble de l'óblast de Vladímir, a Rússia, segons el cens del 2010 tenia 4 habitants. Pertany al districte de Kirjatx.